# Microgecko depressus
Microgecko depressus — вид геконоподібних ящірок родини геконових (Gekkonidae). Ендемік Пакистану.

## Поширення і екологія
Microgecko depressus мешкають на півночі пакистанської провінції Белуджистан, в районі Кветти. Вони живуть в скелястих гірських районах, місцями порослих рослинністю, в тріщинах серед скель. Зустрічаються на висоті від 1200 до 2000 м над рівнем моря.